# گاوسهره سرخاکستری
گاوسهره سرخاکستری (نام علمی: Pyrrhula erythaca) یکی از گونه‌های سهره از خانواده سهرگان راستین است. گاهی به عنوان گاوسهره بیوان شناخته می‌شود.
در بوتان، چین، هند، میانمار و نپال یافت می‌شود. زیستگاه طبیعی آن جنگلهای شمالی و جنگل‌های معتدل است.

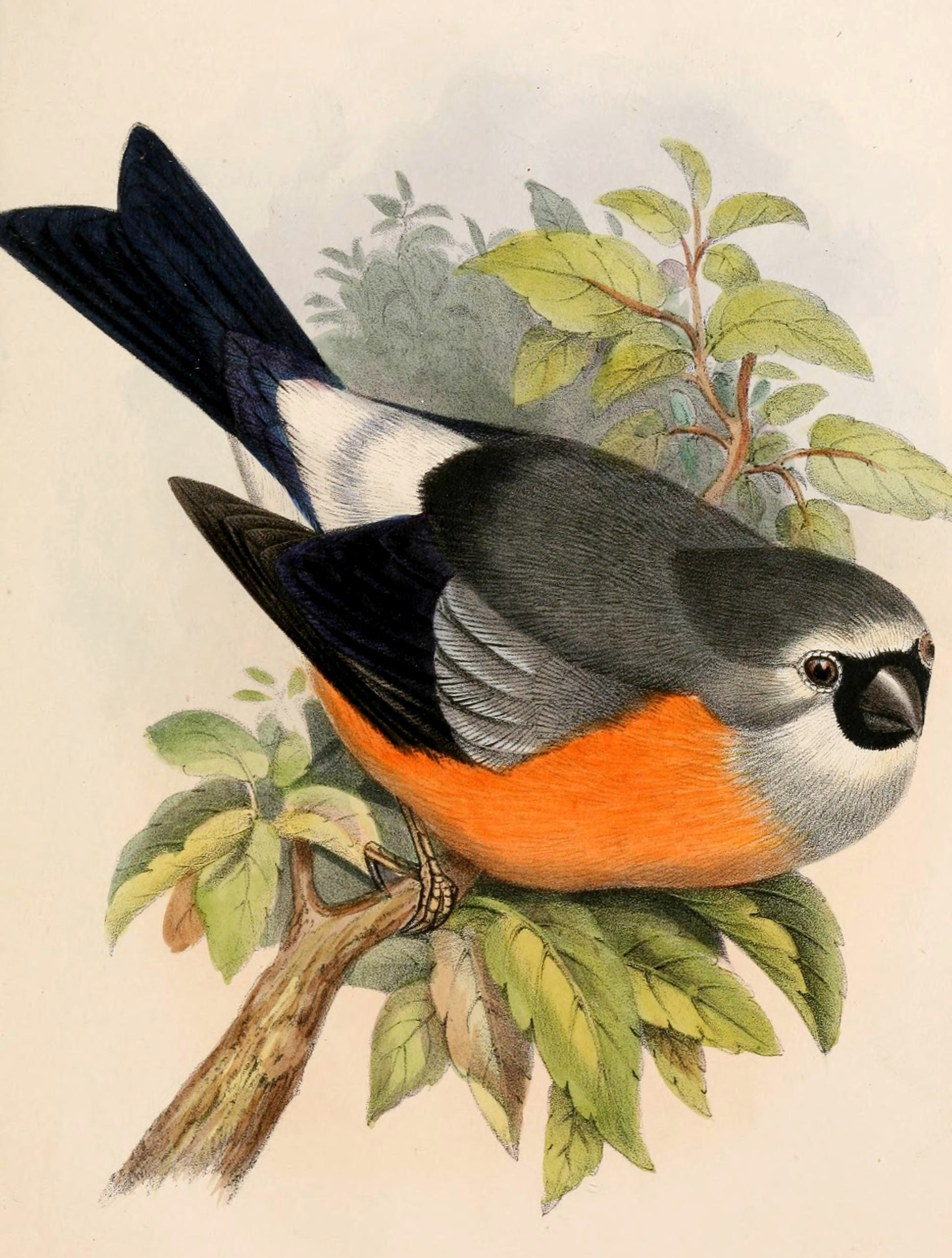
نگاره‌ای در سال ۱۸۶۳ توسط جان جننز